# 带岭站
带岭站，位于中华人民共和国黑龙江省伊春市大箐山县带岭街道，是绥佳铁路上的火车站，建于1941年，由哈尔滨铁路局管辖。

## 車站周邊
- 中国邮政储蓄银行带岭区营业所
- 伊春农商银行带岭信用社
- 中国农业银行带岭支行
- 中国工商银行带岭支行
- 黑龙江生态工程职业学院
- 带岭区城市管理行政执法局
- 带岭区第一小学
- 中国建设银行带岭分理处
- 带岭区人民政府
- 带岭区社会保险事业管理局
- 带岭第一中学
- 带岭区人民检察院
- 带岭客运站
- 带岭区林政局
- 带岭区文化体育局
- 带岭林业科学研究所
- 带岭区人民检察院反贪污贿赂局

## 歷史
- 建于1941年。

## 外部連結
- 中国铁路客户服务中心 （页面存档备份，存于）